# Kosberg
Kosberg (Limburgs: Kosberg) is een buurtschap van Mechelen ten noordwesten van Epen in de gemeente Gulpen-Wittem in de Nederlandse provincie Limburg. De buurtschap bestaat uit lintbebouwing aan de Schweibergerweg en ligt boven het gehucht Schweiberg.
In Kosberg staan verschillende vakwerkhuizen. De omgeving is een authentiek Zuid-Limburgs landschap met veel karakteristieke elementen zoals holle wegen, kalkgraslanden, graften, poelen, hagen en hoogstamboomgaarden. Bij Kosberg liggen ook twee hellingbossen, De Molt en het Kruisbos.

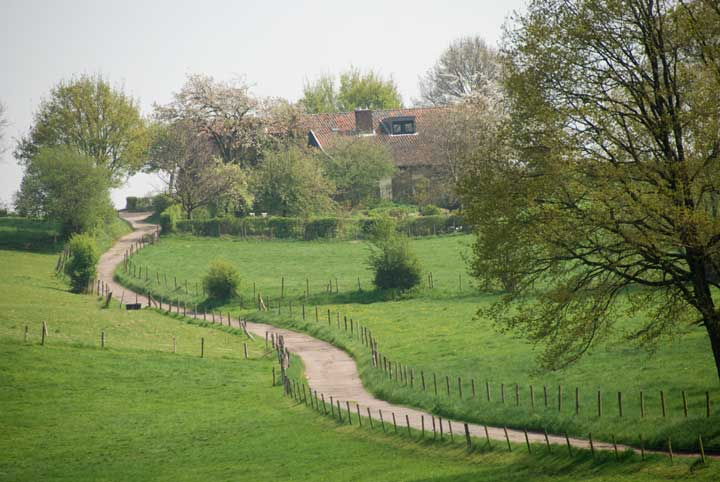
Kosberg in het heuvelland

Dorpen: Epen · Eys · Gulpen · Mechelen · Nijswiller · Partij-Wittem · Reijmerstok · Slenaken · Wahlwiller · Wijlre

Gehuchten en buurtschappen: Beertsenhoven · Berghem · Berghof · Beutenaken · Billinghuizen · Bissen · Bommerig · Broek · Cartils · Crapoel · Dal · Diependal · Elkenrade · Elzet · Eperheide · Etenaken · Euverem · Eyserhalte · Eyserheide · Gracht Burggraaf · Heijenrath · Helle · Hilleshagen · Höfke · Hoogcruts · Hurpesch · De Hut · Ingber · Kapolder · Kleeberg · Klein-Kullen · Klein-Kuttingen · Kosberg · Kuttingen · Landsrade · Overeys · Overgeul · Partij · Pesaken · De Piepert · Plaat · Schilberg · Schweiberg · Sinselbeek · Stokhem · Terpoorten · Terziet · Trintelen · Waterop · Wittem

Limburg: Steden en dorpen      Nederland: Provincies · Gemeenten